# Kelly Rohrbach
Kelly Rohrbach (New York, 21 gennaio 1990) è una modella e attrice statunitense.

## Biografia

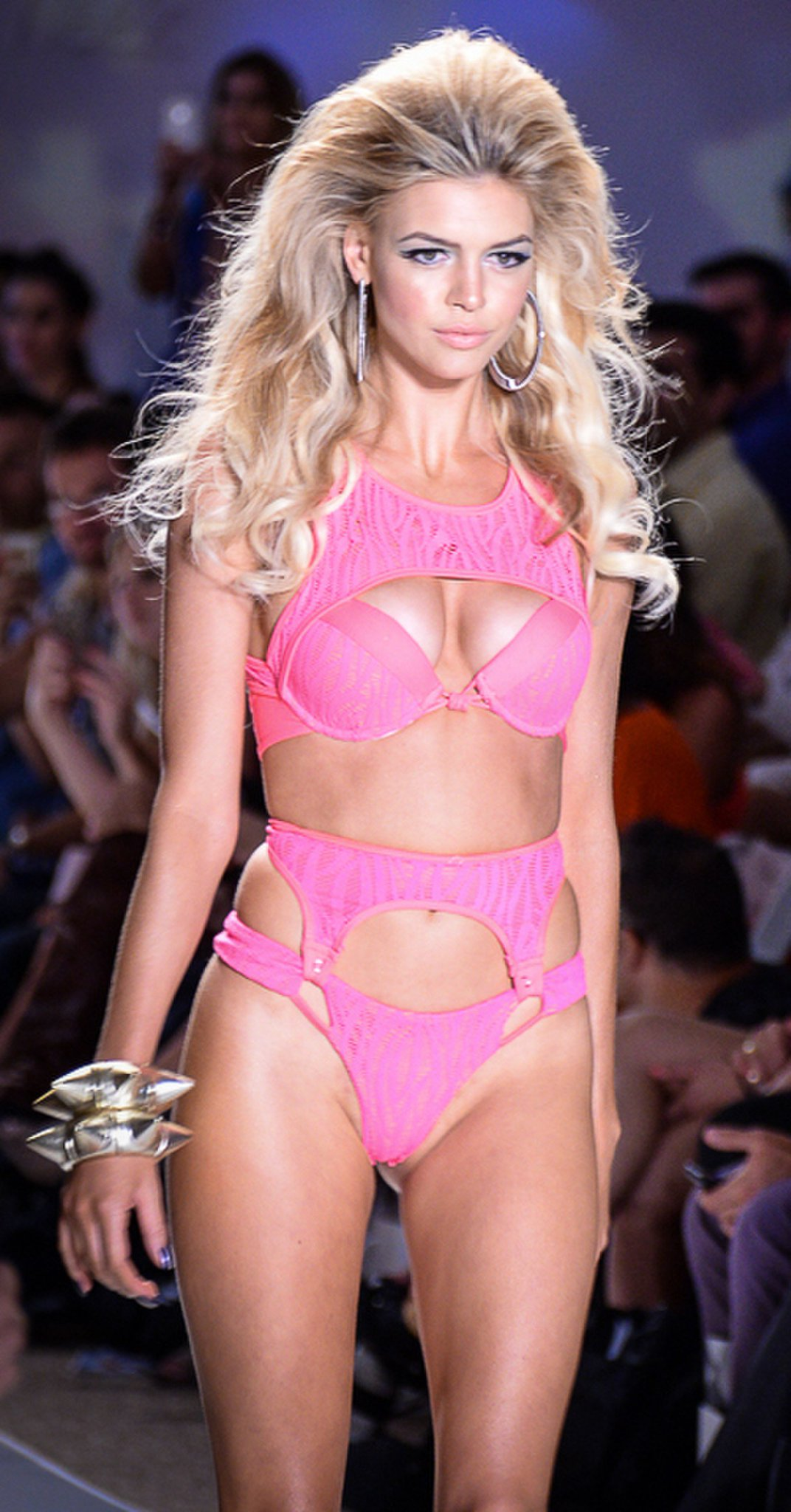
Kelly Rohrbach nel 2014 mentre sfila in passerella.

Rohrbach è nata a New York City e cresciuta a Greenwich nel Connecticut. Ha frequentato la Greenwich Academy. Ha giocato a golf per la Greenwich e ha conseguito una borsa atletica a Georgetown University giocando a golf per la Georgetown Hoyas. Si è laureata alla Georgetown nel 2012 con una laurea in teatro per poi iscriversi alla London Academy of Music and Dramatic Art per dedicarsi alla recitazione.
Nel 2015 ha avuto una relazione con l'attore Leonardo DiCaprio. Dal 2019 è sposata con l'avvocato Steuart Walton, erede della nota famiglia Walton.

## Carriera
Rohrbach ha avuto piccoli ruoli in serie tv quali Due uomini e mezzo, The New Normal, Rizzoli & Isles, Broad City e Rush. 
Dopo aver lavorato a Hollywood per due anni, ha cominciato a svolgere la professione di modella. Nel 2015 partecipa alla campagna pubblicitaria della Old Navy. È apparsa nel 2015 nel periodico Sports Illustrated e nella sua versione speciale Swimsuit Issue, ed è stato nominata debuttante dell'anno (Rookie of the Year). Ha avuto il ruolo da comprimaria di CJ Parker nel film del 2017 denominato Baywatch che si basa sulla omonima serie TV degli anni 90.

## Filmografia

### Cinema
- Café Society, regia di Woody Allen (2016)
- Baywatch, regia di Seth Gordon (2017)
- Un giorno di pioggia a New York (A Rainy Day in New York), regia di Woody Allen (2019)

### Televisione
- The New Normal – serie TV, episodio 1x15 (2013)
- Due uomini e mezzo (Two and a Half Men) – serie TV, episodio 10x09 (2013)
- Rizzoli & Isles – serie TV, episodi 4x06-4x15 (2013-2014)
- Rush – serie TV, episodio 1x01 (2014)
- Deadbeat – serie TV, episodio 2x10 (2015)
- Broad City – serie TV, episodio 3x06 (2016)
- Love Advent – serie TV, episodi 5x14-6x41 (2015-2017)
- Angie Tribeca – serie TV, episodio 3x07 (2017)
- Yellowstone – serie TV, 4 episodi (2019)